# Élie Youan
Thody Élie Youan (* 7. April 1999) ist ein französischer Fußballspieler. Der Mittelstürmer steht bei Hibernian Edinburgh unter Vertrag.

## Karriere

### Verein
Youan, dessen Eltern aus der Elfenbeinküste stammen, wurde vom FC Nantes ausgebildet. Er absolvierte ab Mai 2019 sechs Spiele in der Ligue 1 und kam auch der viertklassigen Reservemannschaft zum Einsatz. Im Sommer 2020 wurde er für ein Jahr an den FC St. Gallen ausgeliehen. Die Ausleihe verlief erfolgreich, weswegen der FC St. Gallen die Kaufoption zog.
Ende Januar 2022 wurde er für den Rest der Saison an den belgischen Erstdivisionär KV Mechelen ausgeliehen. Youan bestritt vier von 20 möglichen Ligaspielen für Mechelen. Bei allen vier Spielen wurde er in der 2. Spielhälfte eingewechselt. Nach seiner Leihe nach Belgien wurde er weiter nach Schottland an Hibernian Edinburgh verliehen. Im Mai 2023 wurde Youan dauerhaft verpflichtet und erhielt einen Vertrag bis zum Ende der Saison 2025/26.

### Nationalmannschaft
Youan lief für die französische U18-, U19- und U20-Nationalmannschaft auf.